# Chlorella vulgaris
Chlorella vulgaris és una espècie d’algues microscòpiques de color verd que pertany a la família de les Chlorellaceae. Es troba distribuïda pels ambients aquàtics d’arreu del món i, per tant, és un dels protists fotosintètics més coneguts. El seu nom prové de la paraula grega chloros (Χλωρός) que significa “llum verda, groc verdós” i del sufix en llatí ella que vol dir “petit” i va ser descoberta el 1890. És un organisme que pot fer simbiosi amb diferents organismes i que es reprodueix asexualment.
Actualment, s'estan desenvolupant diferents mètodes per optimitzar la seva producció a gran escala, per tal de poder usar-la en diferents sectors, com en la indústria alimentària i l'àmbit sanitari, i en la bioremediació i la bioenergia. Això és degut al fet que s'han vist els múltiples beneficis del seu ús en aquests àmbits, ja que és un organisme d'alt contingut proteic i nutricional, el que fa que pugui ser utilitzat com a suplement alimentari, o emprat pel tractament d'aigües residuals, entre altres aplicacions.

## Història i taxonomia
Va ser descrita per primera vegada per Martinus Willem Beijerinck el 1890 i va ser de les primeres algues microscòpiques que es van descobrir amb un nucli definit, molt abans de l'aparició d'eines moleculars i filogenètiques. Avui dia, la seva filogènia ha estat molt revisada i estudiada, i s'ha inclòs dintre de l'ordre de les Chlorellales i la classe Trebouxiophyceae.

## Característiques
Chlorella vulgaris és una microalga unicel·lular de color verd, que té una longitud i un diàmetre de 5 a 10 micròmetres. És un organisme immòbil de vida lliure, que pot tenir una forma esfèrica o el·lipsoidal. No té flagels ni espines, i tampoc extensions cel·lulars o taques oculars. En canvi, sí que conté un únic cloroplast amb un o dos plasmidis en forma de copa, i un pirenoide cadascun. No produeix mucílag ni cists, però és capaç de produir blooms, és a dir, incrementar la seva població molt ràpidament en un sistema aquàtic.

### Pigments fotosintètics
Conté diferents tipus de pigments. Els més abundants (que corresponen entre l'1 i el 2% del pes sec cel·lular) són els pigments verds, és a dir, les clorofil·les, que es troben als tilacoides i n'hi ha de dos tipus: clorofil·la a i clorofil·la b. Com a pigments accessoris trobem els carotenoides, que ajuden a captar la llum i els més abundants d'aquest tipus són els β-carotens.
Aquests pigments tenen una gran rellevància per la dieta, ja que s'usen com a additius i suplements alimentaris de la dieta.

### Reproducció
És un organisme que es reprodueix asexualment de forma ràpida i eficaç (triga unes 24 hores). Quan es donen les condicions ambientals adequades, Chlorella vulgaris es divideix per autoesporulació, formant de 2 a 8 cèl·lules filles que correspondran a les autòspores. Aquestes contenen la seva pròpia paret cel·lular, però es troben encara dintre de la cèl·lula mare. Quan maduren les autòspores, s'alliberen trencant la paret cel·lular de la cèl·lula mare.

### Simbiosi

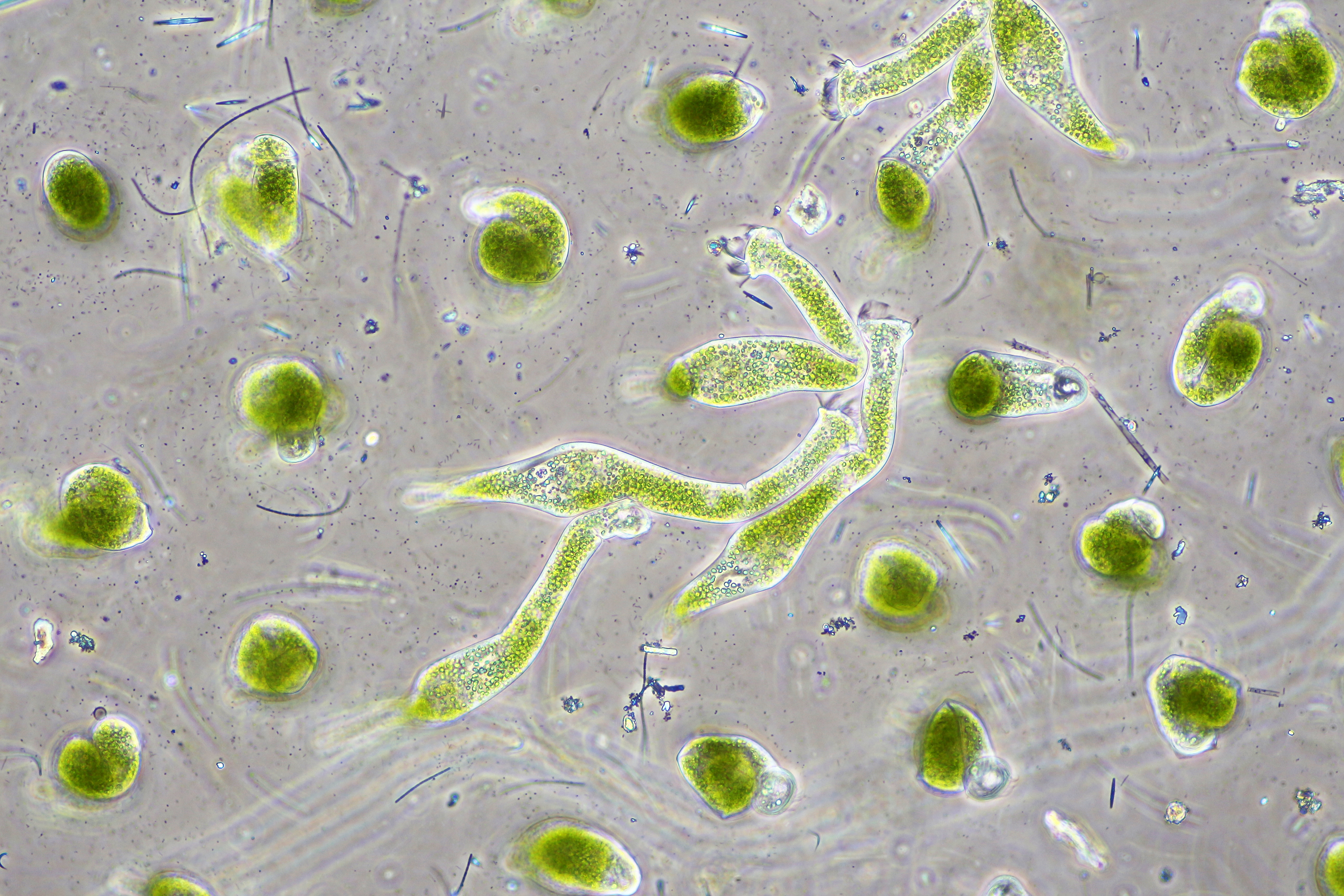
Simbiosi entre Chlorella vulgaris i Ophrydium versatile

Habitualment per referir-nos a aquelles espècies de Chlorella que estableixen relacions mutualistes o simbiosis amb protists o metazous, les anomenem Zoochlorella. Chlorella vulgaris pot fer simbiosi amb diferents organismes, com líquens, protozous i invertebrats. Estableixen una relació d'endosimbiosi mútua, on ambdós organismes es veuen beneficiats de la seva interacció, ja que la microalga aporta carboni mitjançant la fotosíntesi a l'organisme que la conté, i aquest li pot aportar protecció.
Un exemple de simbiosi amb protozous, és el cas de Paramecium bursaria. S'ha observat que aquest organisme pot continuar creixent sense establir simbiosi amb Chlorella, però un cop que l'alga es troba en el mateix medi que el protozou, es facilita la seva entrada. Per tant, el citoplasma de Paramecium pot estar ple de vacúols que contenen aquestes microalgues. Un altre exemple és el cas del protist Acanthocystis turfacea, on Chlorella secreta maltosa al citoplasma del protist per mitjà d'un transport actiu, i conseqüentment el protist la metabolitza. Un altre cas de simbiosi amb protozous, seria amb el ciliat Ophrydium versatile, on C. vulgaris pot ser un endosimbiont d'aquest organisme.

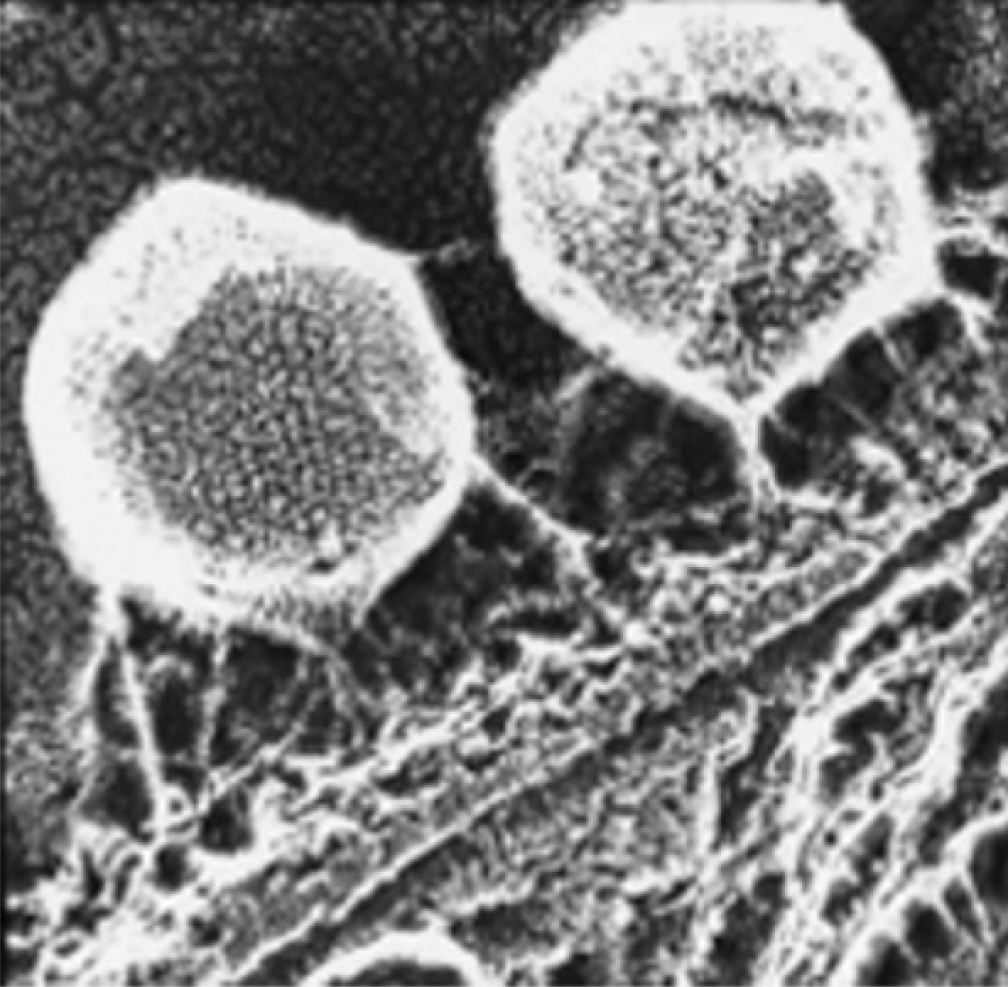
Visualització per microscòpia electrònica de Chlorella sent infectada per el virus PBCV-1

També pot establir simbiosi amb invertebrats d'aigua dolça, concretament amb algunes espècies de cucs com Dalyellia viridis i Typhloplana viridata.
No obstant això, Chlorella vulgaris pot patir infecció per part dels Chlorovirus, un gènere viral format per virus amb genomes grans de ADN de doble cadena, pertanyents a la família Phycodnaviridae. Aquelles espècies de Chlorella que es troben establint relacions mutualistes amb altres organismes, acostumen a ser més susceptibles a patir la infecció pel virus. Alguns exemples d'aquests virus són el Paremicium bursaria chlorella virus (PBCV-1) o el Acanthocystis turfacea chlorella virus (ATCV-1). Estudis recents indiquen que el ACTV-1 podria alterar la capacitat cognitiva d'alguns mamífers com els ratolins, o fins i tot, els éssers humans.

### Hàbitat
Aquesta microalga se sol trobar en ambients aquàtics i superfícies humides, tant terrestres com aèries, com serien els llacs i els estanys.

## Indústria alimentària i contingut nutricional
Al contrari de les macroalgues, la comercialització i cultiu amb fins alimentaris de les microalgues va començar fa relativament poc, on països asiàtics com Japó i Taiwan van començar a cultivar Chlorella vulgaris amb aquests fins en la dècada del 1960. Actualment, multitud d'empreses tenen registrada Chlorella en els seus productes, i és comercialitzada en forma de tauletes, comprimits i begudes. Hi ha molt d'interès en productes derivats de les microalgues, ja que aquestes han sigut categoritzades com "superaliments", a causa del seu elevat contingut proteic, nutricional i beneficis en la salut humana, d'aquí la seva comercialització com a suplements alimentaris.

### Proteïnes
El contingut proteic de C. vulgaris varia en funció del medi de cultiu emprat per al seu creixement, motiu pel qual s'estima que representa un 42-58% del seu pes cel·lular sec. La qualitat nutricional de les proteïnes que presenta l'alga ve determinat pel perfil d'aminoàcids, on aquest és millor que el perfil estàndard. Les proteïnes extretes de C. vulgaris presenten una capacitat d'emulsió excel·lent. Actualment, l'aplicació d'aquestes proteïnes es troba limitada, tenint en compte que la presència de components no proteics com ara la clorofil·la, afecten les propietats organolèptiques dels productes alimentaris.

### Lípids
Pel que fa al contingut lipídic de C. vulgaris, aquest representa al voltant d'un 20-50% (majoritàriament triglicèrids) del seu pes cel·lular sec en funció del seu medi de cultiu. La fracció lipídica de les microalgues es basa en lípids neutrals (acilglicerols, àcids grassos lliures i carotenides) i lípids amfipàtics (fosfolípids i galactolípids).

### Glúcids
Fent referència al contingut glucídic, aquest representa aproximadament el 20-65% del pes cel·lular sec. El monosacàrid dominant en C. vulgaris és la galactosa, degut a les grans concentracions de galactolípids presents en les membranes fotosintètiques i la galactana de les glicoproteïnes de la paret cel·lular. Tot i que les microalgues tenen un elevat percentatge de glúcids beneficiosos per a la indústria alimentària, les aplicacions són reduïdes i, actualment estan guanyant importància en la indústria cosmètica.

### Vitamines
C. vulgaris presenta un perfil vitamínic ric en multitud de vitamines (A, B, C i E). La vitamina A és un element clau per al creixement i diferenciació de les cèl·lules humanes, mentre que les vitamines E i C presenten propietats antioxidants. Per altra banda, el complex de vitamines B és el més nombrós, on aquestes desenvolupen un paper clau en la majoria de reaccions enzimàtiques. Cal destacar la presència de metilcobalamina, la qual és una forma de vitamina B12 que reforça l'ús de C. vulgaris com a suplement nutricional.

## Altres aplicacions
De forma general s'han realitzat diversos estudis que contemplen els efectes de C. vulgaris sobre els organismes humans o animals i sobre el medi ambient.

### Biomedicina
La biomedicina com a disciplina resulta l’estudi dels aspectes biològics de la medicina. Aquesta ciència s'estudia mitjançant anàlisis de factors genètics, cel·lulars, bioquímics i moleculars humans per a la investigació de la seva intervenció en el desenvolupament de malalties. Concretament, en el cas de C. vulgaris, la informació biomèdica disponible tracta l'ús de les biomolècules de la microalga per a la millora i manteniment de la salut.
En diversos estudis s'ha analitzat el contingut proteic i lipídic de C. vulgaris per les seves propietats. Els pèptids de C. vulgaris podrien suposar un mecanisme de prevenció davant el dany cel·lular, així com els àcids grassos lliures podrien presentar activitat antibacteriana. Concretament, el contingut lipídic té la capacitat de matar o inhibir el creixement de diferents bacteris tant gram positius com gram negatius. En l'actualitat, diversos estudis en humans han demostrat que C. vulgaris, a causa del seu efecte en el metabolisme lipídic, pot reduir els nivells de colesterol en pacients amb hipercolesterolèmia. Per altra banda, el seu contingut proteic s'ha utilitzat en la producció de pèptids inhibidors d'ACE, un enzim que controla la pressió arterial regulant el volum de líquids al cos. De la mateixa manera, mitjançant tècniques d’extracció, s'han pogut extreure diversos tipus de polisacàrids com ara la glucosa, la xilosa, l'homogalactosa, la ramnosa, la fucosa i la fructosa d’aquesta microalga que presenten propietats tant antibacterianes com antitumorals i antivirals. S'ha pogut veure, doncs, com C. vulgaris produeix una gran varietat de compostos bioactius amb qualitats nutricionals i terapèutiques així com propietats antioxidants, antimicrobianes, antibiofilms i anti-edat.

#### Propietats dels extractes deC. vulgaris
En la investigació dels efectes d’extractes etanoics de C. vulgaris sobre el desenvolupament de biofilm i la inhibició de quòrum sensing, aquests extractes de la microalga comporten una reducció dràstica de la formació de biofilm sense provocar una inhibició en el creixement. Posteriorment, mitjançant una anàlisi per cromatografia, es revela la composició d’aquests extractes fenòlics de propietats inhibidores, que resulten ser el dietil ftalat i el trimetil (4-tertbutil fenoxil) silà.
En relació amb la testosterona, s'han fet estudis referents al potencial protector de C. vulgaris implicat en la regulació de la disfunció testicular, causada concretament per l'acetat de plom. Aquest compost determinat promou la generació d'espècies reactives d’oxigen (ROS) i estrès oxidatiu entre d'altres, que porten a l'esteroidogènesi, alteracions en espermatogènesi i una baixada de l’expressió de receptors d’andrògens. En conseqüència a l'exposició a l'acetat de plom es detecta un augment de l'apoptosi en les cèl·lules germinals i deterioraments testiculars localitzats en els túbuls seminífers. Així doncs, un tractament suplementat amb C. vulgaris suposa una atenuació significativa en la disfunció testicular i en les conseqüències que suposava, atribuïts al contingut d'antioxidants de la microalga que actuen sobre la toxicitat de l’acetat de plom, sent majoritàriament polisacàrids els compostos responsables.
Un altre paper antioxidant dels extractes de C. vulgaris, concretament de la luteïna i l'astaxantina, és la seva acció fisiològica desenvolupant una protecció sobre les cèl·lules cerebrals respecte als efectes de beure etanol contingut en les begudes alcohòliques. Normalment, les begudes alcohòliques provoquen un augment del pes dels consumidors i augmenten la probabilitat de patir discapacitats generals de salut així com redueixen l'esperança de vida. Aquests efectes considerats a llarg termini del consum d'alcohol, es veuran revertits per diversos components bioactius de microalgues com C. vulgaris, que actuen com una prevenció al dany oxidatiu del cervell. Compostos hidròfils, pigments i carotenoides de C. vulgaris fan sinergia per obtenir resultats positius en la teràpia dels efectes de l’etanol, suposant una acció protectora en el cervell enfront de les begudes alcohòliques.

#### Salut bucodental
En recerca de les aplicacions dels extractes de C. vulgaris es destaca també la salut bucodental com a àrea d’estudi. Les càries dentals són resultat de l’activitat de soques bacterianes principalment Streptococcus mutans i Lactobacillus sp. per la formació de biofilms en les dents. En aquest context, s'han analitzat activitats antibiofilm en alguns extractes de C. vulgaris que podrien prevenir la càries dental, desenvolupant una activitat inhibitòria respecte a la formació de biofilms en les dents per part dels bacteris.

#### Nanopartícules de plata
Una recent prometedora aplicació biomèdica en l'àmbit antimicrobià contra un gran nombre de patògens infecciosos és la formació de nanopartícules de plata per part d'algues com C. vulgaris, considerant que les microalgues resulten ser la plataforma ideal de biosíntesi de nanopartícules per la disponibilitat de compostos bioactius, la rapidesa en el creixement i per l'elevada producció de biomassa. Tot i que és un procés de biosíntesi desenvolupat per les algues, s'han de tenir en compte les diferències en els processos de biosíntesi de les en les diferents espècies en el desenvolupament de les nanopartícules. Els ions de plata continguts en aquestes nanopartícules resulten en un efecte tòxic per als microorganismes, per tant, són considerats potents agents antimicrobians que inhibeixen el creixement microbià i ofereixen efectes biocides en espècies bacterianes. No obstant això, aquests efectes tòxics només es veuen reflectits en les cèl·lules animals a elevades concentracions, però no a les baixes concentracions, les quals són suficients per oferir toxicitat als bacteris. L'activitat antibacteriana de les nanopartícules de plata sobre els bacteris es basa en un mecanisme d'unió a la superfície de la membrana cel·lular suposant una pertorbació en la seva funció i envaint la cèl·lula bacteriana per l'alliberació dels ions de plata al seu interior, interferint amb el genoma bacterià i amb la cadena respiratòria i resultant en la mort de les cèl·lules bacterianes. S'investiga la toxicitat i els efectes de les nanopartícules de plata en patògens bacterians i fúngics així com en patògens que presentin múltiples resistències a fàrmacs. En aquest context, s'ha de tenir en compte que la toxicitat associada a aquestes nanopartícules és un factor dependent de la seva mida i forma. La mida és un caràcter important en l'eficàcia d'inhibició del creixement dels microorganismes, de forma que les partícules més petites són més efectives. Concretament, s'analitza l'eficàcia de les nanopartícules de plata biosintetitzades per C. vulgaris en el creixement de Staphylococcus aureus i, els resultats mostren un efecte inhibidor tant del creixement com una atenuació de la virulència del patogen.

### Bioremediació
La bioremediació és una disciplina que es basa en la capacitat que tenen alguns organismes per processar determinats contaminants a partir del seu metabolisme i utilitzar els productes com a font d'energia o de carboni.
Entre els organismes emprats en diversos processos de bioremediació es troben les microalgues, grup on s'inclou Chlorella vulgaris, les quals són una alternativa molt eficaç pel tractament d'aigües residuals o medis contaminats per nitrogen i fòsfor. Un altre ús és l’eliminació de substàncies tòxiques com ara metalls pesants o pesticides, entre d'altres, gràcies a la seva capacitat d’acumular grans concentracions de compostos tòxics sense afectar la seva activitat biològica.
La contaminació de les aigües per nitrogen, pot tenir conseqüències greus en la nostra salut. Per exemple, la reducció del nitrat a nitrosamines pot causar càncer gàstric. Per altra banda, en el cas dels nitrits, s'uneixen a les hemoglobines en sang i les transformen en metahemoglobines, les quals no transporten oxigen als teixits cel·lulars. Els tractaments convencionals són l'osmosi inversa, el bescanvi iònic i l'electrodiàlisi, tot i que suposen un elevat cost i generen subproductes. Els cultius amb microalgues com C. vulgaris, proporcionen una alternativa sense contaminació secundària transformant grans quantitats de nitrogen en biomassa. 
Per fer els diferents estudis s'han agafat mostres dels tres tipus d’aigües residuals: les municipals, les agrícoles i les industrials. En aquestes, el nitrogen i el fòsfor inorgànics són especialment difícils d'eliminar. En aquests estudis s'avalua la capacitat de C. vulgaris per eliminar el nitrogen, el fòsfor, el carboni i la DBO de la biomassa produïda per algues i bacteris en aquests tres medis líquids. C. vulgaris per créixer requereix llum solar, aigua, CO₂ i nutrients, sent l’aigua i els nutrients inorgànics els recursos limitants pel seu cultiu. Fet que possibilita el tractament d’aquestes alhora que generem una biomassa de microalgues en un procés terciari.
El nitrogen i el fòsfor són elements limitants per C. vulgaris, per tant, els absorbeixen com a nutrients i els incorporen a les cèl·lules per transport actiu. Concretament, el nitrogen és el que té una major implicació en el creixement d'aquestes microalgues, però alhora comporta una dependència a una certa transparència del medi per poder dur a terme la fotosíntesi i assimilar el nitrogen. Una de les formes més comunes del nitrogen és l'amoni, el qual és fàcilment utilitzat per C. vulgaris. Per tant, el fet d’emprar medis contaminats implica una font barata de nitrogen pel cultiu de C. vulgaris. Per altra banda, el fòsfor és un element necessari per al creixement i metabolisme de les C. vulgaris i el podem trobar en forma de fosfat.
En analitzar els tres tipus d'aigües residuals, s'observa una important eliminació de nutrients inorgànics, el que indica que hi ha hagut activitat per part de la població bacteriana i per C. vulgaris. De totes maneres, aquesta varia molt degut a les característiques pròpies dels medis líquids utilitzats. S'analitza que les condicions de llum en els diferents medis és fonamental per la generació de biomassa per part d’aquestes microalgues, per tant, s'ha de tenir en compte el grau de concentració de les aigües residuals per aconseguir una absorció màxima de nutrients, millorant la disponibilitat de llum per la fotosíntesi. Els àcids grassos provinents dels desfets líquids per la seva part, van ser emprats tant per la població bacteriana com per la de C. vulgaris. De manera que, el CO₂ produït pels bacteris és consumit per C. vulgaris generant O₂ i, de l'oxidació dels àcids grassos durant la fotosíntesi, se n'aprofiten els bacteris per respirar.
Per altra banda, el CO₂ és la primera causa de l’escalfament global i el principal gas d’efecte hivernacle. La remediació del CO₂ es pot dur a terme a partir de diverses estratègies: basades en químics (incloent-hi rentats amb solucions alcalines), nanotubs de carboni de paret múltiple, carboni activat amb recobriment d'amina i injecció directa a l’oceà. Són mètodes molt costosos i energètics. Una altra alternativa molt més barata i que s'ha demostrat que funciona, són els mètodes biològics, sobretot el cultiu de microalgues com C. vulgaris, en les quals s'ha observat una elevada capacitat de bioremediació del CO₂ de l’atmosfera produint, així, una elevada quantitat de biomassa.
Una curiositat és que entre les capacitats de bioacumulació i biodegradació de C. vulgaris es troba la seva capacitat significativa d’eliminació de testosterona a escala d'androgen ambiental. Aquests andrògens ambientals, entre els quals considerem la testosterona, poden provenir d’emissions humanes o animals i interferir en el sistema endocrí d’organismes, resultant perjudicials en la reproducció d’organismes aquàtics. Aquesta afectació es resumeix en un augment en la proporció de mascles o l’aparició de característiques sexuals secundàries masculines en femelles, suposant greus amenaces en la salut del medi ecològic. Les microalgues com C. vulgaris tenen doncs la capacitat d’eliminar aquests andrògens ambientals per biodegradació o acumular aquests contaminants per bioacumulació, resultant el primer mecanisme més efectiu que el segon.
En conclusió, la bioremediació per cultius de C. vulgaris contribueixen a la gestió dels ecosistemes aquàtics en proporcionar un sistema econòmic i respectuós amb el medi ambient. L'únic inconvenient que pot arribar a tenir és que, aquests tipus de cultius requereixen espai i disponibilitat de llum per poder dur a terme la fotosíntesi. Per tant, aquests s'haurien de dur a terme en àrees de baix cost on arriba la llum, en condicions de temperatures càlides i pH neutres/bàsics. A més, s'ha de tenir en compte el creixement de la població de C. vulgaris, ja que una elevada taxa de creixement de la població pot afectar l’absorció de nutrients disminuint-la.

### Bioenergia
A mesura que passa el temps, s'està donant una disminució dels recursos disponibles del planeta, com és el cas dels combustibles fòssils. A més dels problemes mediambientals com el canvi climàtic. Tot i que la presència d'energies renovables, per exemple la solar, estiguin en augment, encara es continua utilitzant un tant per cent molt elevat d’energia primària provinent de combustibles fòssils.
S'han fet molts estudis sobre els candidats com a matèria primera alternativa per a la producció de biocombustibles. Però, primer s'ha de tenir en compte que hi ha 3 tipus de biocombustibles. Els biocombustibles de primera generació són els més coneguts i són d’origen vegetal, alguns exemples són el biodièsel, el biogàs, olis vegetals. Aquests són produïts a partir del cultiu de plantes que contenen sucres, olis i cel·lulosa. Els biocombustibles de segona generació no se solen fer servir per al consum humà i, són fabricats a partir de biomassa d’origen vegetal. Algunes de les fonts d’aquest tipus de biocombustibles són els cultius llenyosos, residus agrícoles, etc. Aquests dos primers tipus suposen un ús de terra per fer el cultiu, fet que provoca certa competència amb altres cultius destinats a la indústria alimentària, i a més, la generació de més gasos d’efecte hivernacle. En canvi, els biocombustibles de tercera generació són producte de la biomassa tant de macroalgues com de microalgues i són el tipus més prometedor pel que respecta a l'energia sostenible i renovable, ja que s'ha observat una elevada productivitat i efectivitat.
Pel que fa a les microalgues, cada cop han començat a tenir més visibilitat respecte a la producció de biocombustibles gràcies a algunes de les seves característiques. Per exemple; la seva capacitat per produir grans quantitats de triacilglicerol (TAG), un temps de generació menor a altres organismes, un creixement ràpid, major tolerància a determinades condicions ambientals i resistència a invasors, no competeixen per l’ús del terra ni amb els aliments. Respecte a aquest últim terme, és degut al fet que el cultiu de microalgues es pot fer en estancs oberts o bioreactors, entre d'altres, i a què tenen un procés de recol·lecció més curt.
La producció de biocombustible a partir de C. vulgaris és considerada una de les principals fonts d’energia alternatives, tenint en compte la seva sostenibilitat, seguretat alimentària i mediambiental. En concret, C. vulgaris sintetitza i acumula TAG, els quals representen més del 50% del total dels lípids dins el pes sec cel·lular. Aquesta síntesi i acumulació es dona quan C. vulgaris es cultiva en medis sense font de nitrogen, a partir del seu proteoma global sobre la inducció d'un fenotip per l'elevada acumulació de lípids. Per altra banda, el midó i el TAG tenen el mateix precursor de carboni (grup C3). El midó és una font d’energia primària i, el TAG és una font d’energia secundària. Hi ha una hipòtesi que diu que quan es bloqueja la via de producció del midó, s'indueix l’acumulació de TAG, malgrat que aquest mecanisme encara no es coneix del tot.
L’elevada eficiència fotosintètica i contingut de lípids que té C. vulgaris es poden transformar en energia en forma de biocombustibles o gases combustibles. Com s'ha vist anteriorment, aquest tipus de microalgues poden créixer en aigües residuals i eliminar diferents contaminants d’aquestes, no obstant això, la generació d'energia a partir de la biomassa de C. vulgaris presenta un problema, la seva posterior recol·lecció. A causa de la seva mida i estabilitat col·loidal en suspensió, una collita per sedimentació no seria possible. Un possible mètode que podria reduir el cost i l’ús d'energia durant la recol·lecció és la floculació, que resulta un procés químic basat en l’agregació o aglutinació de substàncies col·loidals de l’aigua per formar-ne partícules més grans facilitant així la seva sedimentació i filtració, a causa de l’addició de floculants. De totes maneres, no tots els floculants són adequats, per exemple, l’ús de floculants químics com les sals metàl·liques provoca un augment en les concentracions de metalls residuals a la biomassa utilitzada per la posterior extracció de lípids. Un altre exemple de floculants químics són els polímers de poliacrilamida sintètica, però aquests també poden contaminar la biomassa per la presència de petites concentracions d'acrilamida tòxica. Una altra opció és l’auto-floculació, aquesta es pot produir espontàniament amb pH > 9. El problema és que les aigües residuals no assoleixen aquests nivells de pH tan elevats. Per això, alguns bacteris i fongs poden induir la floculació de C. vulgaris. Alguns fongs compten amb hifes carregades positivament que poden causar una floculació en interaccionar amb la superfície cel·lular carregada negativament de C. vulgaris.
Tot i això, la seva producció a escala industrial actualment és difícil ja que requereixen un major desenvolupament agrícola i energia per cultivar-les, a més de l’aigua i els nutrients inorgànics. L'inconvenient que presenten les soques salvatges és que, o bé tenen una elevada taxa de creixement però un baix contingut lipídic, o tenen una baixa taxa de creixement però un alt contingut lipídic. Per aquesta raó, a hores d'ara s'està buscant l’espècie de microalga ideal i la millora de tècniques i condicions dels cultius. Aquesta ha de presentar una sèrie de característiques concretes: elevada taxa de creixement, elevat contingut lipídic, tolerància a diferents condicions ambientals, bones propietats de floculació o sedimentació cel·lulars, facilitat per a manipulacions genètiques. Cap espècie o soca salvatge de microalga compleix tots aquests requisits, per això, el que s'està intentant fer ara són diverses estratègies de millora de determinades soques. La mutagènesi aleatòria és una de les tècniques més experimentades per aconseguir-ne els requisits anteriorment mencionats. Aquesta és relativament senzilla, econòmica, amb poca manipulació tècnica i no requereix un coneixement extens de la genètica de l’organisme i es basa en l’exposició de l’organisme a una sèrie de mutàgens físics (radiació) o químics provocant determinades alteracions en el seu DNA. A diferència dels mutàgens químics, els físics són més ràpids, segurs mediambientalment i efectius. Per exemple, l’ús d’una mutagènesi per rajos UV és un mètode flexible, fàcil de manipular i que no requereix informació genètica prèvia de l’organisme, el que afavoreix una bona reproducció de les microalgues. Però, només s'ha pogut demostrar que pot millorar la biomassa o el contingut lipídic.

## Producció deChlorellaa gran escala
Avui dia, la producció industrial de Chlorella i altres microalgues està sota estudi i en desenvolupament, ja que encara s'està investigant com optimitzar el procés per obtenir la màxima productivitat, evitar diverses limitacions i, sobretot, reduir el cost d'aquesta producció i l'impacte bioambiental.
Tanmateix, en alguns estudis s'ha produït Chlorella a gran escala, mitjançant bioreactors agitats amb volums de milers de litres. En aquests reactors cal tenir en compte diferents paràmetres com les velocitats d'aeració i d'agitació, i el pH i la temperatura del medi, entre d'altres. El procés de producció de biomassa de Chlorella es pot realitzar en diferents etapes:
1. Cultiu de cèl·lules en un bioreactor amb poca quantitat de medi.[6]
2. Inoculació del primer cultiu i transferència a un segon bioreactor que conté molt més volum de medi que el primer, per produir un segon cultiu.[6]
3. Inoculació del segon cultiu i transferència a un tercer bioreactor que conté molt més volum de medi que el segon, per produir un tercer cultiu.[6]
4. Recull de cèl·lules i assecament.[6] Es pot dur a terme en dues condicions diferents.[6] La primera és sota condicions autòtrofes, que s'aconsegueixen mitjançant estacions obertes on la temperatura és càlida durant la major part de l’any.[3][6] La segona condició és l’heteròtrofa i es realitza mitjançant fermentadors.[56]

La producció a gran escala de microalgues requereix bioreactors que tinguin capacitat de milers de litres, el que implica un conjunt de problemes polítics, socials i econòmics. En primer lloc, la construcció d'aquests bioreactors és complexa, suposant un inconvenient per al medi ambient i econòmic. És per això, que la majoria de bioreactors no tenen les condicions adequades per aquesta producció. També s'han trobat complicacions a l'hora de manipular diferents condicions del cultiu, com contaminacions per part d'altres organismes, o el clima i la llum. Aquest últim paràmetre és difícil de controlar perquè es produeix una atenuació d'aquesta llum, el que suposa una gran limitació pel cultiu, ja que és una condició indispensable, en ser organismes fototròfics. Tanmateix, s'estan buscant altres estratègies per evitar aquesta limitació, com per exemple fer cultius que permetin el creixement heteròtrof dels organismes, que usarien la matèria orgànica de les aigües residuals com a font de carboni.
No obstant això, produir biomassa de Chlorella a gran escala, aporta alguns avantatges, sobretot perquè s'obté més productivitat de biomassa respecte a les plantes terrestres, i també hi ha una taxa de fixació de CO2 més elevada. Requereixen menys quantitat d'aigua que els cultius terrestres tot i ser cultius aquàtics, i es poden cultivar sense haver d'aplicar herbicides o pesticides.